# Queen Maud Bay
Die Queen Maud Bay ist eine 4 km breite Bucht an der Südküste Südgeorgiens. Sie liegt auf der Nordseite der Núñez-Halbinsel.
Erstmals kartiert wurde sie 1819 im Zuge der ersten russischen Antarktisexpedition (1819–1821) unter der Leitung von Fabian Gottlieb von Bellingshausen. Die Bucht wurde vor 1922 vermutlich von Walfängern nach der norwegischen Königin Maud (1869–1938) benannt. In der Nähe liegt die nach ihrem Ehemann benannte King Haakon Bay.